# Trazo
Trazo è un comune spagnolo di 3 433 abitanti situato nella comunità autonoma della Galizia. Il suo territorio è attraversato dal fiume Tambre.
Il comune è diviso in 11 parrocchie e il capoluogo è nella località di Viaño Pequeno.